# Sint-Paschalis Baylonkerk
De Sint-Paschalis Baylonkerk aan de Wassenaarseweg in Den Haag is gebouwd tussen 1919 en 1921. De kerk is genoemd naar de Spaanse heilige Paschalis Baylon. De school in de buurt is weer vernoemd naar de kerk.
De kerk is een goed voorbeeld van de traditionalistische bouwstijl van A.J. Kropholler, die niet eerder zo'n grote kerk bouwde. Alle muren zijn van baksteen, op enkele natuurstenen elementen na. Rondom de kerk staan nog enkele huizen van dezelfde architect.
Het ommuurde terrein is bijna vierkant, de kerk staat er diagonaal op met de deur naar het westen op de hoek van de Neuhuyskade en de Wassenaarseweg. Het koor staat dus aan de oostkant. Het pseudobasilicale schip heeft een houten ziende kap, gedragen door een houten constructie. Alleen het koor is overwelfd. Door de prominente toren en de ligging aan de hoek van het Jozef Israëlsplein domineert de kerk de omliggende wijk.
Het schip van de kerk is zeer breed, omdat Kropholler wilde dat de priester en het altaar voor iedereen goed zichtbaar moesten zijn. De zijbeuken zijn smal en donker. De noordelijke eindigt in de preekstoel, de zuidelijke in een zijaltaar met retabel gewijd aan de heilige Paschalis Baylon met een schildering door Lodewijk Schelfhout.
Er zijn verschillende andere kunstwerken in en aan de kerk aangebracht, onder meer een reliëf boven de ingang van Lambertus Zijl en een preekstoel, een doopvont, kruiswegstaties en een communiebank van de gebroeders Jan Eloy en Leo Brom, alsmede beelden van Jacques en Johanna Sprenkels. De kerkbanken en het andere meubilair plus de lichtkronen zijn ontworpen door de architect.

## Parochie
De kerk werd opgericht als bijkerk van de Antonius en Lodewijkparochie, beter bekend als  de Boschkantkerk en werd zodoende bediend door de paters franciscanen. Plannen voor deze nieuwe kerk beginnen in 1910, tegelijk met de eerste plannen voor nieuwe woningbouw in Benoordenhout. In 1922 wordt de bijkerk een zelfstandige parochie.

In 1978 vertrokken de franciscanen uit de parochie. In 2007 fuseerde de Paschalisparochie met vier andere parochies in de Haagse Hout tot de Driekoningenparochie waarbinnen de Paschaliskerk als hoofdkerk fungeerde. In 2015 volgde een nieuwe parochiefusie, de kerk hoort sindsdien bij de parochie Maria Sterre der Zee. 

## Externe link

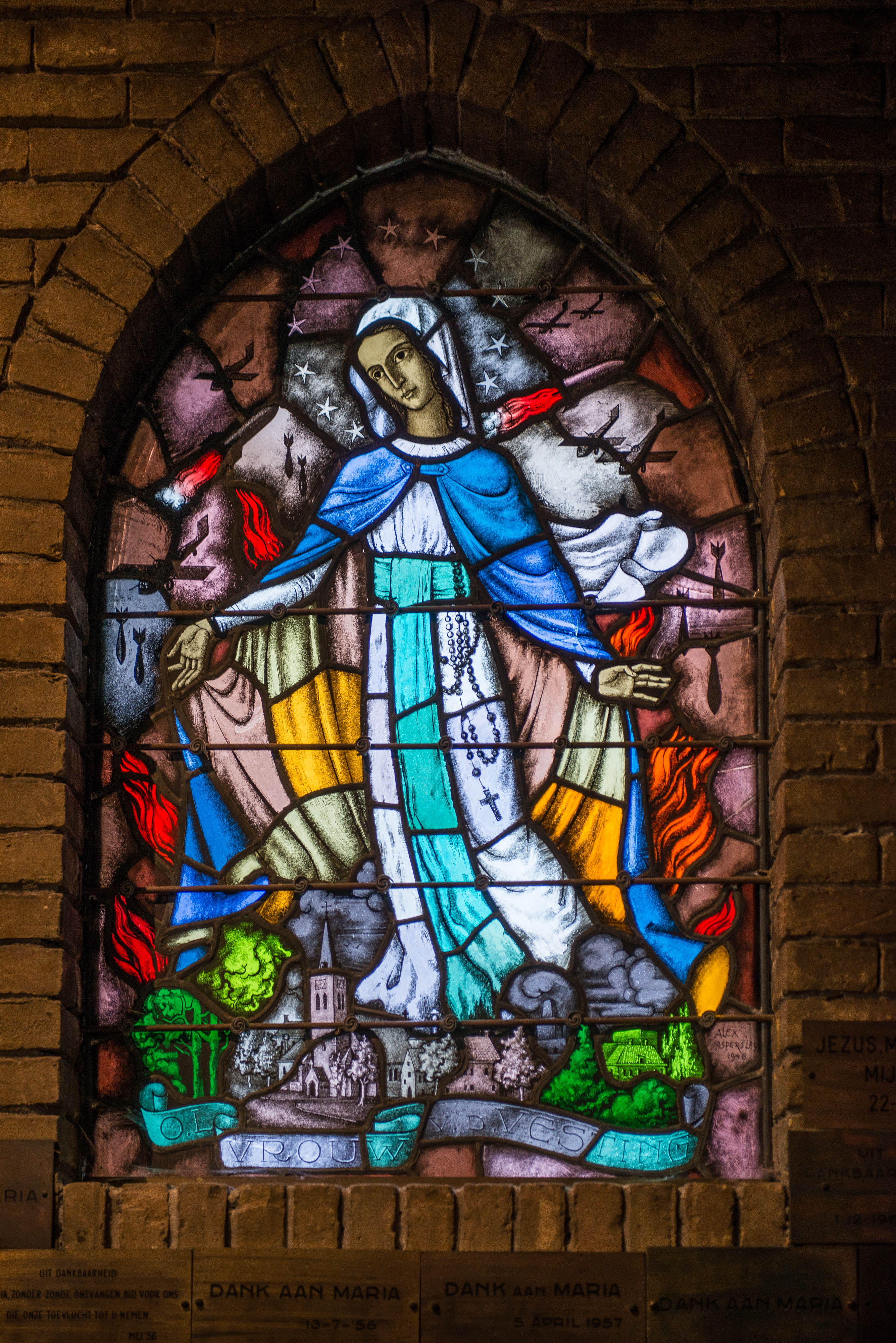
© 070fotograaf.nl NAC7949